# 食夢貘
食夢貘是日本女歌手大塚愛的第12首單曲，由avex trax於2006年8月2日發行。首發版為限量紙盒包裝，與DVD版同時發售。

## 關於
CD Only與CD+DVD兩種版本皆使用同一種封面。音樂錄影帶有動畫版與使用「東京朋友」片段拍攝而成的兩種版本。DVD收錄的是動畫版、東京朋友版則是收錄在《東京朋友 The Movie music collection》的DVD。

## 收錄歌曲

### CD
1. 食夢貘 (05:18)
「東京朋友 The Movie」主題曲。
第四張專輯《LOVE PiECE》收錄曲。
2. tears (04:19)  
「東京朋友 The Movie」插曲。
3. 食夢貘（演奏版） (05:18)
4. tears（演奏版） (04:16)

### DVD
1. 食夢貘 Music Clip